# 廷斯利 (密西西比州)
廷斯利（英語：Tinsley）是位於美國密西西比州亞祖縣的非建制地區。

## 歷史
廷斯利的郵局自1898年營運至今。當地於1907年時共有人口50人。

## 地理
廷斯利所處的海拔為高於海平面67米（即220英呎），而該地所採用的時區為UTC-6，即北美中部時區（CST）。同時該地設有夏令時間，為UTC-6調快一小時，即UTC-5（CDT）。